# Superpila
Superpila è stata un'azienda italiana produttrice di batterie elettriche.
Il suo marchio storico, depositato il 19 aprile 1927 alla Camera di Commercio di Firenze  era composto dal nome superpila in caratteri stampatello; la parte alta della S e la parte bassa destra della A finale proseguivano creando due linee parallele, rispettivamente sopra e sotto la scritta. Successivamente all'acquisizione da parte di Kraft, tali linee furono eliminate.
Attualmente è un marchio di proprietà della multinazionale statunitense Procter & Gamble, non più utilizzato. L'ultima registrazione in Italia è stata effettuata dalla Duracell Batteries.

## Storia
Fu fondata a Venezia nel 1917 con la denominazione Società Anonima Pila Pilla e capitale sociale di 1 milione di lire, su iniziativa dell'ingegner Gian Carlo Stucky.
La società si specializzò nella produzione e il commercio di pile, di macchine e apparecchi elettrici e di tutti i prodotti affini. Nel 1924 la sede fu spostata a Firenze, città dove già dal 1918 era stata trasferita la produzione in un capannone in via Galluzzi 16, e cambiò ragione sociale in Società Anonima Superpila - Stabilimenti Pilla Leclanché. Qualche anno dopo la produzione fu ulteriormente spostata in un nuovo stabilimento in piazza Pietro Leopoldo, e l'azienda prese il nome di Superpila - Società Anonima. In quegli anni, presidente del gruppo era Giuseppe Leti, un dirigente con visioni futuristiche, presidente anche della francese Leclanché e consulente della Union des fabricants de tabac svizzera, che seppe modernizzare l'azienda sia dal punto di vista dei prodotti che del marketing, fornendo sia il mercato militare che quello civile, allora nascente, delle pile; fornì Superpila di una rete capillare di distribuzione, producendo anche apparecchi radio sia da casa che portatili.
Antesignana dei tempi fu la fiducia che i vertici di Superpila S.A. ebbero nell'efficacia di marchi depositati per singoli prodotti, separati dal nome dell'azienda: esempio sono, nel 1939, la "Lucciola". oppure la "Batteria Tascabile La Vittoria"
All'epoca la Superpila forniva allo Stato e all'esercito italiano accumulatori d'energia. I suoi reparti di ricerca e sviluppo furono utilizzati nel periodo bellico per ricerche in tal senso, giungendo alla creazione di prodotti più di propaganda che realmente utili, quali la "pila autarchica" pensata dall'architetto Laurenti negli anni 1930.
Trasformata in società per azioni nel 1941, divenne Superpila S.p.A.. Nel 1952 il 98% delle quote societarie passò alla Nazionale Sviluppo Imprese Industriali, mentre otto anni più tardi il 51% della stessa venne acquisito dalla British Ever Ready Electrical Company, all'epoca maggior produttore europeo di pile, che fu azionista di maggioranza.
Alla fine degli anni 1950 la vecchia area di piazza Leopoldo fu lasciata da Superpila; sarebbe rimasta abbandonata fino all'inizio degli anni 2000, con la costruzione di un ipermercato e appartamenti.

### Gli anni sessanta e settanta

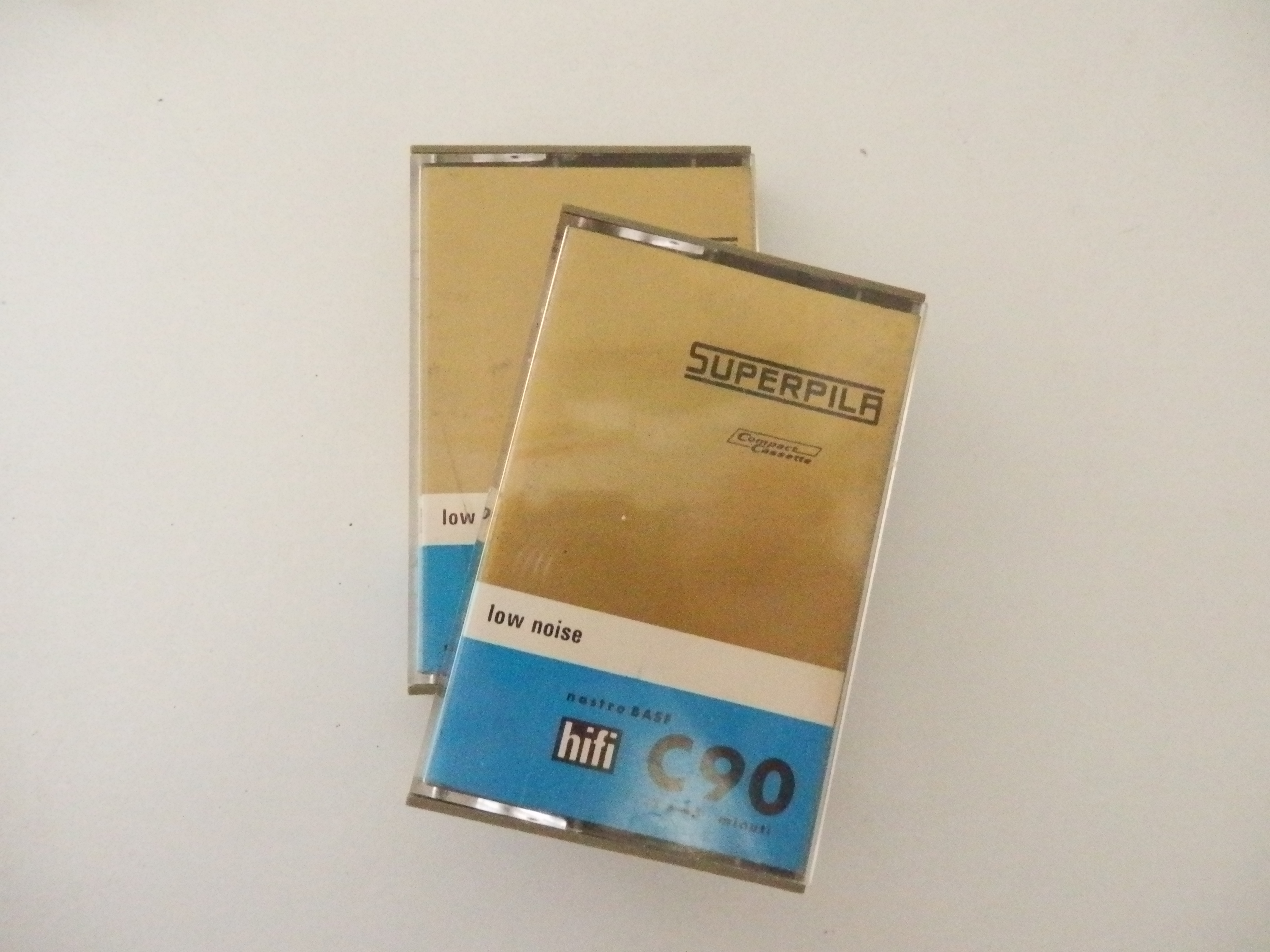
Compact Cassette Superpila vergine con nastro BASF

Nel 1962 venne inaugurato un nuovo stabilimento a Scandicci, sul quale negli anni 1970 furono gradualmente trasferite tutte le attività produttive. Sotto il controllo della multinazionale britannica furono create due società: la Superpila Industriale S.p.A. per la produzione, e la Pile Superpila S.p.A. per la distribuzione.
Gli anni 1970 furono un periodo di espansione per l'azienda. L'attività di ricerca permise di creare pile sempre più piccole e potenti, adatte alla richiesta dell'epoca, per i motori e amplificatori dei primi giradischi e mangianastri portatili, da usare anche all'aperto. Molto curato fu anche il design degli oggetti elettrici.
Nel 1968 Superpila contava circa 600 addetti nei due stabilimenti, e 11 filiali distributive sparse in tutto il territorio nazionale, che dopo il piano di ristrutturazione aziendale degli anni successivi furono ridotte a quattro (Milano, Firenze, Napoli, Catania).
Nel 1975 l'azienda fece il suo ingresso alla Borsa di Milano, uscendone cinque anni dopo. Fu un decennio in cui l'azienda, pur sentendo la pressione dei prodotti d'importazione, cercò di sviluppare ulteriormente la tecnologia delle batterie, con il lancio di tipologie differenziate in base all'utilizzo. Contestualmente, l'azienda cercò di inserirsi ulteriormente nel mercato del design e in quello telefonico, con un excursus anche nel settore delle audiocassette magnetiche utilizzando nastri di produttori terzi.

### Gli anni ottanta

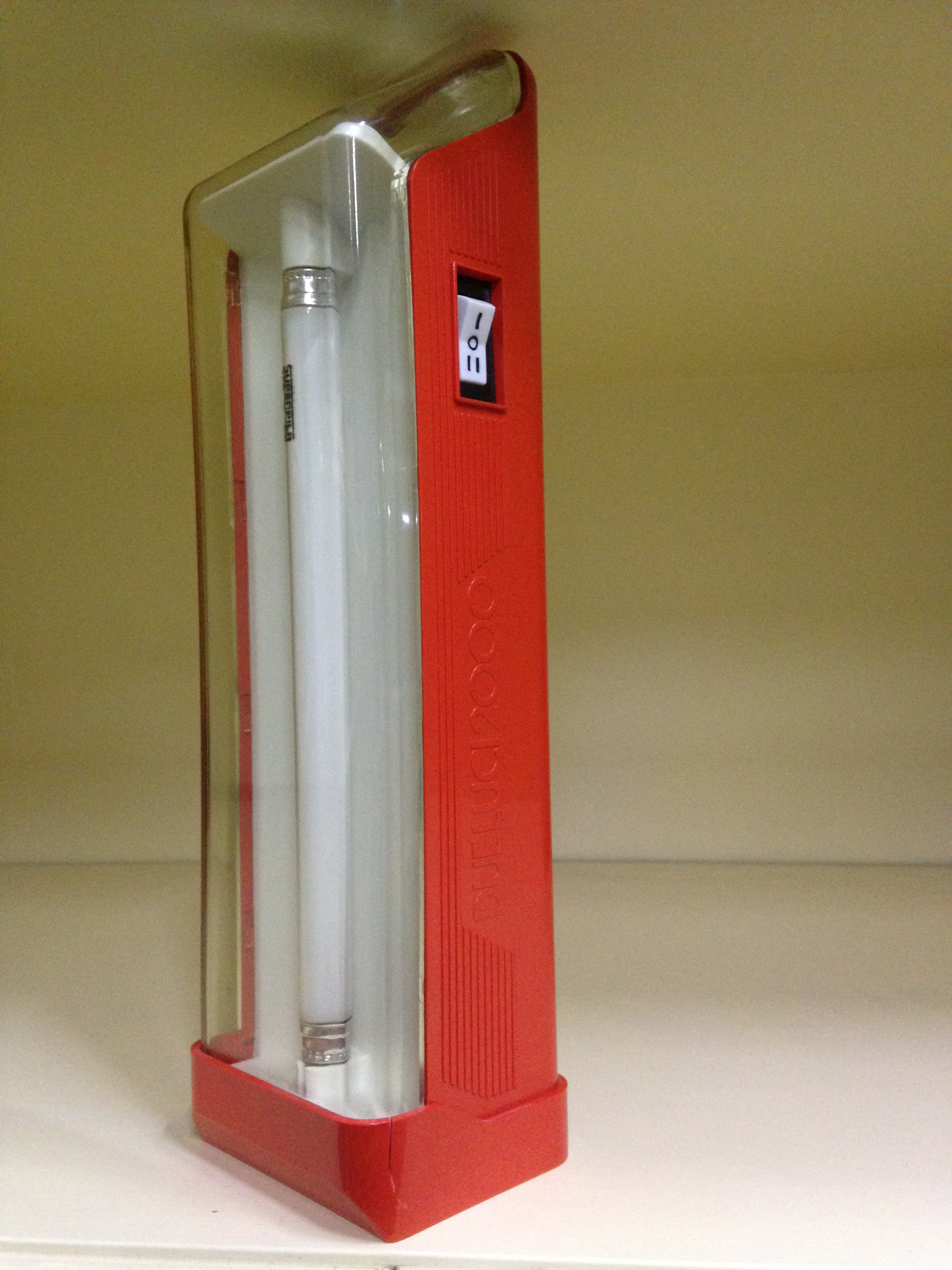
"Dueluci 2000"

Negli anni 1980, complice la concorrenza delle aziende asiatiche, l'impresa entrò in una fase di crisi irreversibile: carente di conoscenze adatte a un mercato di più alta qualità, i suoi prodotti, costosi a parità di caratteristiche, non erano più richiesti. L'azienda toscana fu interessata da un cambio di proprietà, nel 1983, quando venne ceduta alla multinazionale statunitense Duracell. In questo periodo, la Superpila tentò un'operazione di importazione di prodotti stranieri, progettati e assemblati altrove: tra questi, il caricabatterie "CX50".
Per tentare un recupero di quote di mercato, vennero regalati o allegati a giornali gadget di vario tipo: dalle macchine fotografiche tascabili a forma di pila, ai camion giocattolo. Superpila promosse poi vari concorsi a premi fra gli acquirenti, e campioni delle pile furono allegati a giornali anche per bambini. Sospesa la produzione di apparecchi di ogni tipo, l'azienda si concentrò, nelle sue ricerca e sviluppo, nella tecnologia delle batterie; se la fase di ricerca avveniva ancora in Italia, fra la fine de gli anni 1980 e l'inizio degli anni 1990 la produzione venne progressivamente trasferita all'estero.
Nel 1989 iniziò quindi lo spacchettamento dell'impianto: la sede legale della Superpila e quel che restava del reparto sviluppo, fu trasferito a Milano; lo stabilimento di Scandicci venne ceduto alla neonata Volta Industries.

### Gli anni novanta

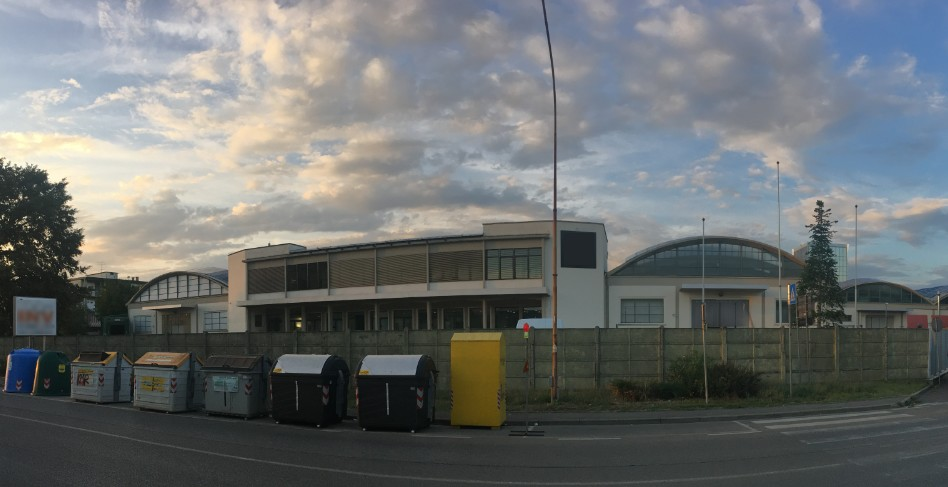
La ex sede della Superpila a Scandicci, adesso adibita ad altre attività

Dopo essere stata trasformata in una società a responsabilità limitata, e la sede legale trasferita a Milano, in via G.B. Pirelli 18, Superpila cessò ogni attività; anche gli studi di ricerca e sviluppo in atto vennero interrotti. Quando la nuova proprietà Duracell la assorbì nel 1994, le parti rimanenti dell'azienda furono liquidate, e venne utilizzato il solo marchio su batterie, disegnate da Duracell e prodotte all'estero. Il design stesso delle pile di quest'ultima fase fu stravolto.
Della Duracell la Superpila seguì le sorti nel 1997, quando fu rilevata dalla Gillette. L'ultima proprietà, dagli anni 2000, ha cessato completamente l'utilizzo del marchio Superpila, pur rinnovandone la proprietà anche per l'Italia. Gli archivi della Superpila sono stati accolti dall'Archivio di Stato di Firenze.

## Le strutture della Superpila
Gli stabilimenti di via Galluzzi nr. 16, strutturati all'interno di un quadrilatero,  costituivano, all'epoca, una struttura all'avanguardia. A fronte strada si trovavano le palazzine degli uffici direzionali, tecnici e commerciali, mentre gli edifici dedicati alla produzione erano nella zona posteriore; trasversalmente, ai lati del quadrilatero, paralleli a quella che sarà successivamente via del Palazzo Bruciato, altri manufatti dedicati allo stoccaggio delle materie prime e dei prodotti finiti. Sul tetto di un capannone, parallelo a via Galluzzi e che dava su un cortile interno, svettava la scritta "Superpila" di colore bianco. All'epoca dell'edificazione, la zona - prossima a piazza Leopoldo - era popolata da diverse realtà industriali (le Officine Galileo, la Manetti, etc) che, progressivamente, si spostarono fuori città, lasciando libere le aree. Al momento di lasciare definitivamente la sede di via Galluzzi, negli anni settanta, l'isolato circondato dalla stessa via Galluzzi, via del Palazzo Bruciato, Via Carlo Pisacane e via Tavanti, per confluire in Piazza Leopoldo, ospitava anche alcune costruzioni residenziali. Dopo anni di abbandono, nel 1995 (con D.M. 21/12/94 del Comune di Firenze), fu autorizzato un progetto (1995-1996) di modifica dell'area che prevedeva la demolizione totale delle strutture industriali, operazioni di bonifica del suolo, e l'edificazione di 24 alloggi di Edilizia residenziale pubblica, 30 appartamenti di edilizia privata, un centro commerciale di 1500 mq, nuovi parcheggi per 4000 mq. e nuovo verde pubblico per altri 4000 mq. Nel 2003 vengono completate le operazioni e non resta alcuna traccia dell'impianto Superpila.
I capannoni di Scandicci, invece, dopo essere stati utilizzati dalla Fila, pur parzializzati e rivenduti a diversi privati, sono tuttora esistenti.